# Harley-Davidson Servi-Car

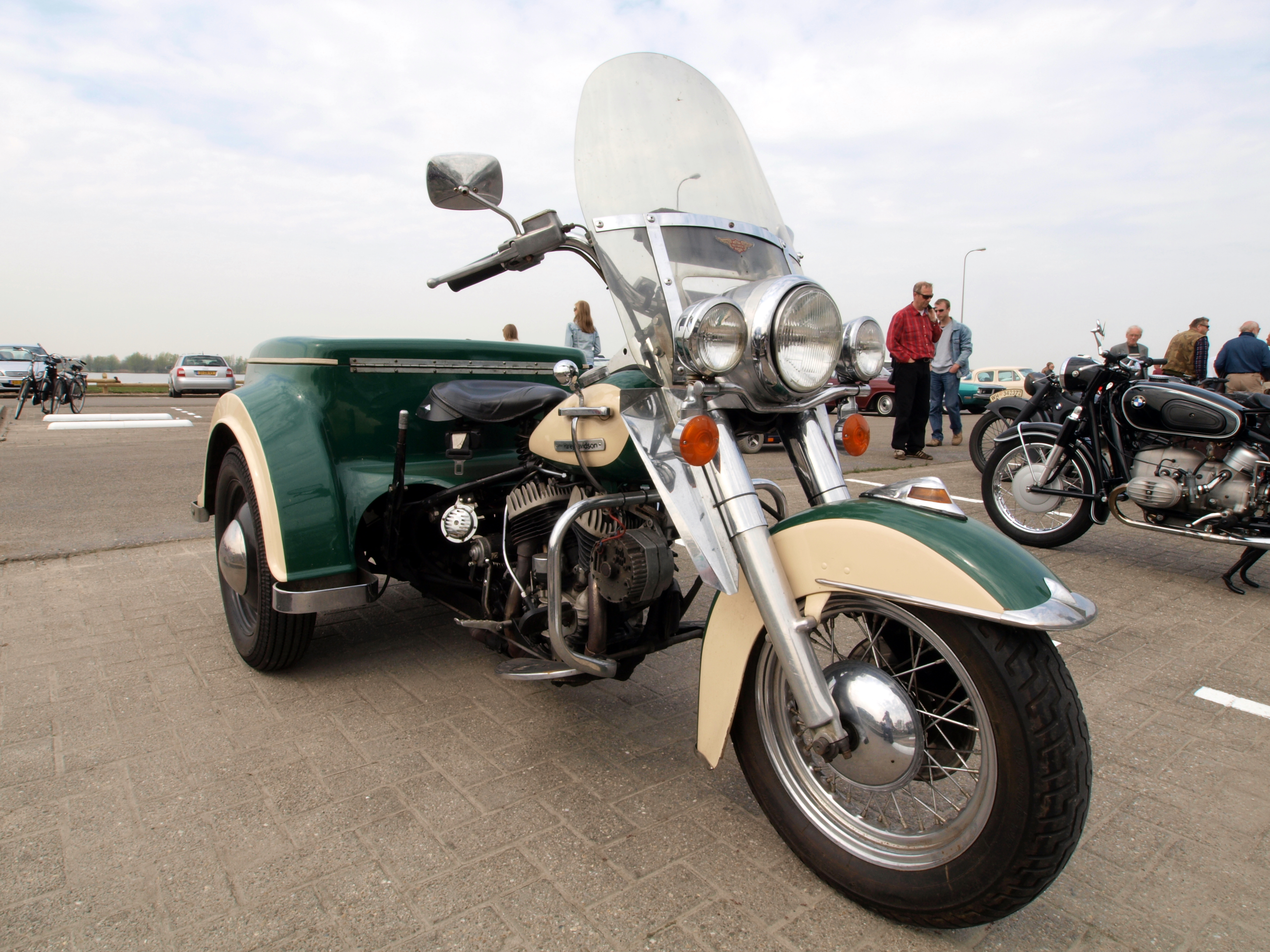
Harley-Davidson Servi-Car

La Harley-Davidson Servi-Car était une moto utilitaire à trois-roues (trike) fabriquée par Harley-Davidson de 1932 à 1973.

## Concept et utilisations
Le Servi-car a été conçu pendant la Grande Dépression , lorsque Harley-Davidson cherchait désespérément à étendre sa base de produits afin d'augmenter les ventes . Prenant pour cible les services automobiles industriels, le véhicule a été conçu pour être remorqué derrière une voiture lors de la livraison au client. Lorsque la voiture était arrivé à destination, le conducteur pouvait décrocher le Servi-Car et retourner au garage ,. Pour cette raison, il était disponible avec une barre de remorquage à l'avant et une grosse batterie de 60 Ah 
En plus de son utilisation prévue pour les voitures de livraison et de dépannage, le Servi-Car a été aussi populaire comme véhicule utilitaire pour les petites entreprises et les vendeurs itinérants. Ils s'est avéré être très populaire auprès des services de police ou il resta encore utilisé jusque dans les années 1990.

## Modèles

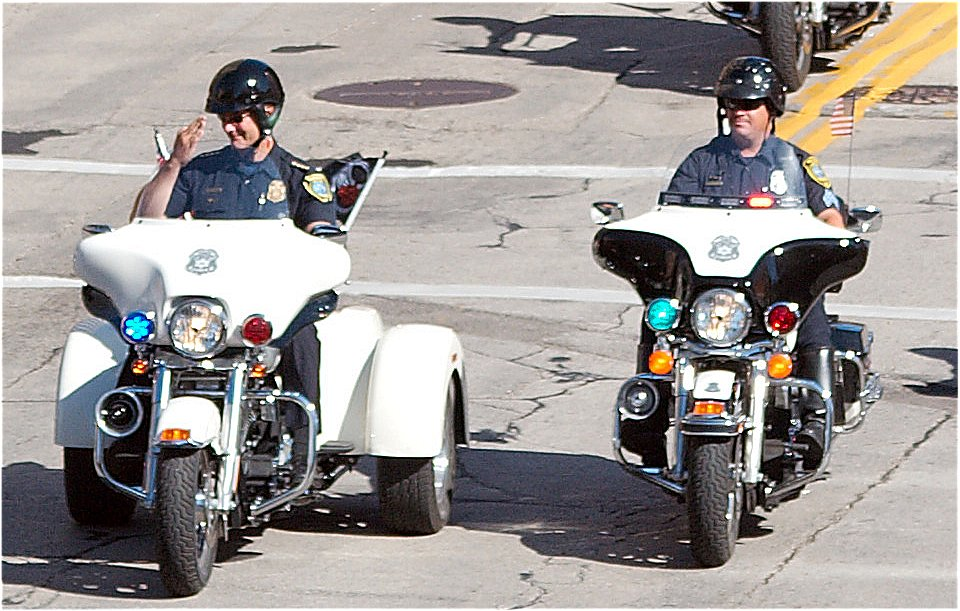
Version moderne du Servi-Car, le Street Glide Trike à la parade de Milwaukee 2008

Les modèles proposés en 1932, la première année de production étaient les suivants :
- G - petit container avec barre de remorquage
- GA - petit container sans barre de remorquage
- GD - grand container sans barre de remorquage
- GE - grand container et réservoir d'air

En 1933, le GDT, avec grand container et barre de remorquage, a été ajouté à la gamme .
En 1942, les petits et grands containers ont été remplacés par un modèle unique standardisé de taille intermédiaire qui était fabriqué pour Harley-Davidson par Chas. Abresch Co. in à Milwaukee, Wisconsin. Une décalcomanie doré, rouge, noir de cette société était appliquée sur la partie supérieure à l'intérieur du couvercle du container. Ce container fut utilisé jusqu'en 1966, après quoi il fut remplacé par un container en fibre de verre. Tous les précédents containers étaient fabriqués en acier .

## Moteur
Le Servi-Car a utilisé des variantes du moteur flathead Harley-Davidson de 45 ci (740 cm³). De 1932 à 1936, il a été équipé du moteur de la solo R. Il a été changé en 1937 pour le moteur utilisé sur le modèle W, qui diffère principalement dans le fait d'avoir une recirculation d'huile au lieu du système de perte constante de la R . Le moteur flathead "W" a continué d'être utilisé jusqu'à la fin de la production en 1973, en dépit du fait que la série "W" solo allait être remplacé par la série "K" en 1952 .
Un démarreur électrique est devenu disponible sur le Servi-Car en 1964, faisant d'elle la première civil Harley d'être équipé de cet accessoire, un an avant le début de l'Electra Glide ,.

## Transmission
Lorsque le Servi-car a été présenté en 1932, il utilisait la même transmission que le modèle R solo. Celle-ci fut remplacée l'année suivante par une transmission à mailles constantes à trois vitesses et marche arrière .

## Châssis et suspension

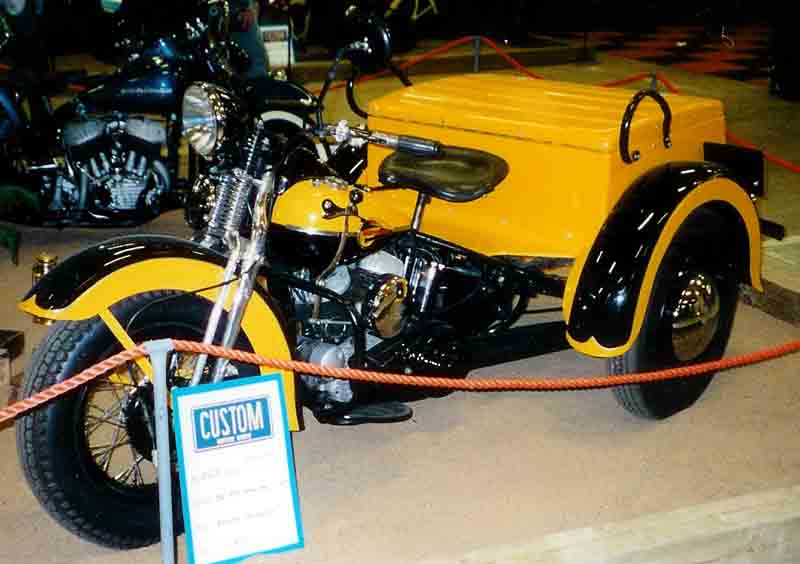
Premier Servi-Car avec fourche springer

Le Servi-Car a été conçu pour les conditions de route de l'époque, où la surface des routes pouvait encore être brut et non pavées. Il avait un essieu rigide à l'arrière avec un différentiel . L'essieu arrière avait une largeur de 42 pouces (1 066,8 mm), similaire à la largeur de la plupart des voitures disponibles à cette époque. Cela a été fait pour que le véhicule puisse utiliser les mêmes voies conçues pour les voitures ordinaires.
Un prototype de Servi-Car avec suspension arrière avait été testé et se révélait instable. Le modèle de production avait son essieu monté directement sur le châssis sans suspension .

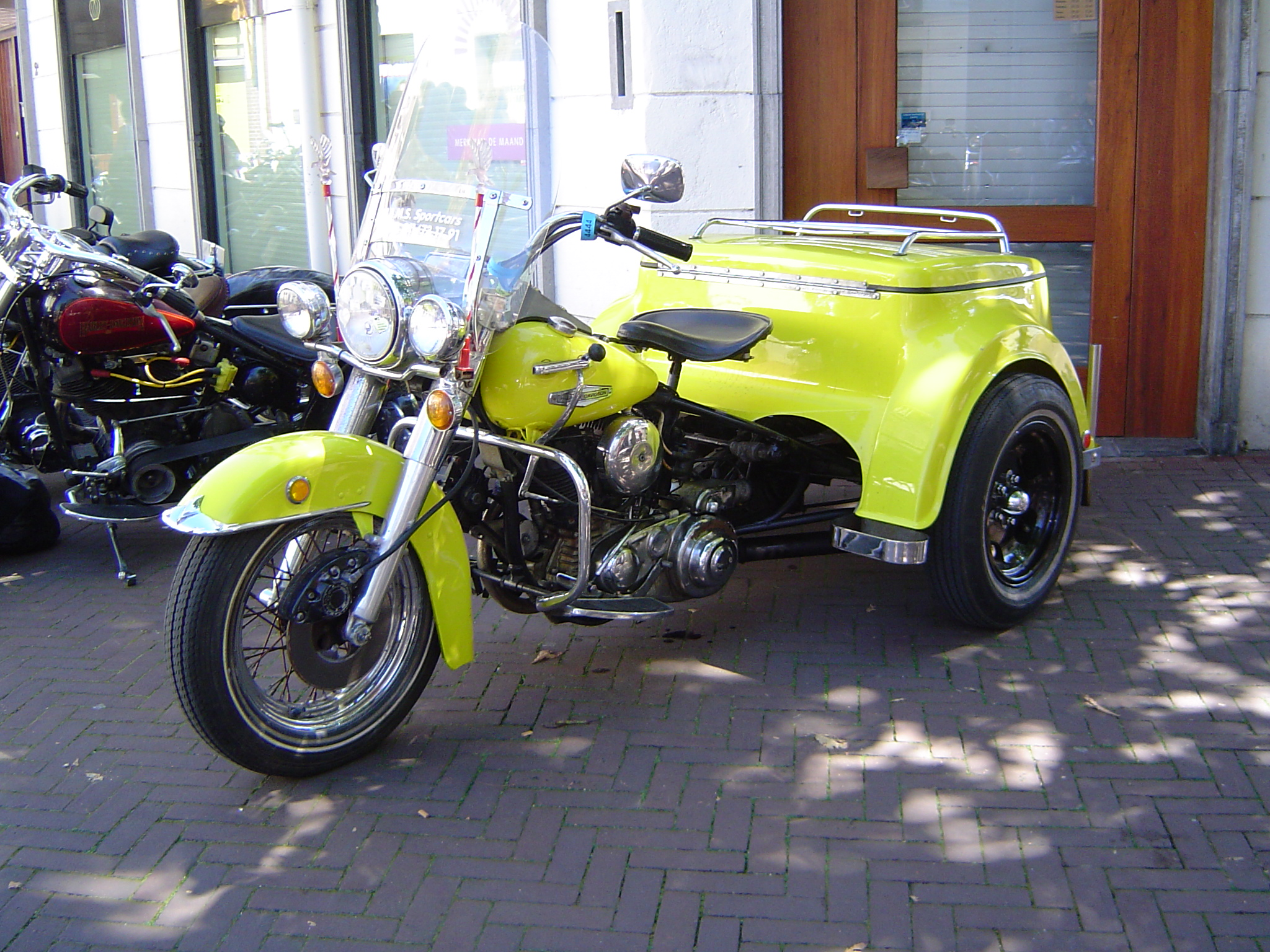
Servi-Car avec fourche d'Hydra-Glide et frein à disque

## Freins
Au moment de sa présentation, en 1932,  le Servi-Car avait un frein à tambour sur la roue avant et un autre frein à tambour à l'intérieur du carter d'essieu arrière, ralentissant les deux roues arrière. En 1937, le système de freinage fut amélioré pour avoir un frein à tambour sur chaque roue . Un système de freinage arrière hydraulique a été introduit en 1951 . Les toutes dernières Servi-Cars, construites à la fin de la dernière année, en 1973, étaient équipées de freins à disque sur les trois roues.